# Замок Алтінагрі
Замок Алтінагрі (англ. Altinaghree Castle, Liscloon House, Ogilby Castle, Altnacree Castle) — він же: замок Лісклун-хаус, замок Огілбі, замок Алтнакрі — один із замків Ірландії, розташований в графстві Тірон, Північна Ірландія. Великий занедбаний замок в місцевості Донемана, біля селища Дун-на-Манах (ірл. — Dún na Manach), нині в стані руїни. Побудований аристократом Вільямом Огілбі (1808—1893) в 1860 році.
Нині замок Алтінагрі покинутий, стоїть на приватних сільськогосподарських угіддях, на південь від міста Деррі, графство Тірон. Колись це було розкішне помістя, елегантна будівля джентльмена з чудовою бенкетною залою. Замок побудований з дикого тесаного каменю. Замок знаходиться на приватній землі і закритий для відвідування туристами та громадою, але його можна побачити і сфотографувати з дороги Дунамана — Клавді (В49).
Замок побудував аристократ Вільям Огілбі в 1860 році. Вільям Огілбі був відомим ірландським натуралістом, зоологом, був почесним секретарем Зоологічного товариства в Лондоні у 1839—1846 роках. Крім того, він був відомим юристом — баристером, займався юриспруденцією по загальному праву. Займався питаннями прийняття справ у вищих судах, надавав експертні та юридичні висновки, досліджував філософію та історію права, був відомим правознавцем. Його син — Джеймс Дуглас Огілбі виїхав до Австралії і став там відомим іхтіологом. Джеймс Дуглас Огілбі закохався у місцеву заводську швачку — Мері Джейн Джемісон, але йому було категорично заборонено вступати з нею в шлюб. Тоді вони втекли з дому, одружились у 1884 році і виїхали до Австралії. В Австралії Джеймс Дуглас Огілбі отримав посаду в Австралійському музеї в 1885 році. Після смерті господаря — Вільяма Огілбі в 1893 році замок Алтінагрі був закинутий і перетворився на руїну.